# Jacoba Greven
Anna Gesina Jacoba (Jacoba) Greven (Zwollerkerspel, 15 juni 1920 – Roermond, 22 juli 1999) was een Nederlandse schilderes en tekenares.

## Leven en werk
Jkvr. Jacoba (ook Coosje) Greven werd geboren op het landgoed Schellerberg. Ze was lid van de familie Greven en een dochter van jhr. Christiaan Johannes Abraham Greven (1885-1957) en van Anna Gesina Jacoba Sichterman (1890-1938), naar wie ze werd vernoemd. Ze was een aantal jaren (1949-1952) gehuwd met de journalist Dirk Eduard Hoorens van Heijningen.
Greven werd opgeleid aan de Academie van Beeldende Kunsten in Den Haag en was leerlinge van Stien Eelsingh en Jan van Heel.
Ze schilderde aquarellen en maakte ook gouaches. Ze woonde en werkte onder meer in Zwolle, Dalfsen, Den Haag en Thorn. Ze was lid van de schilderessenvereniging ODIS en het Haarlems Genootschap van beeldende kunstenaars 'Kunst zij ons doel'.
De kunstenares overleed op 79-jarige leeftijd en werd begraven in Thorn.